# Monedas conmemorativas de Azerbaiyán
Monedas conmemorativas de Azerbaiyán se emiten por el Banco central de la República de Azerbaiyán de metales preciosos y no preciosos. La primera moneda fue emitida en 1996 y fue dedicada a 500 años de Fuzuli. Las monedas se acuñan en Gran Bretaña, Ucrania, Austria y Polonia.

## Las monedas de plata
| Imagen de la moneda                                                        | Descripción                                 | Año  |
|                                                                            | 500 años de Fuzuli                          | 1996 |
| Nominal: 50 manat Masa: 28,28 g Diámetro: 38,61 mm Tirada: 5000 unidades   |                                             | 1996 |
|                                                                            | 1300 años de Libro de Dede Korkut           | 1999 |
| Nominal: 50 manat Masa: 31,1 g Diámetro: 38,61 mm Tirada: 1000 unidades    |                                             | 1999 |
|                                                                            | En memoria de Heydar Aliyev                 | 2004 |
| Nominal: 50 manat Masa: 28,28 g Diámetro: 38,61 mm Tirada: 2000 unidades   |                                             | 2004 |
|                                                                            | Copa mundial de la FIFA 2006                | 2004 |
| Nominal: 50 manat Masa: 28,28 g Diámetro: 38,61 mm Tirada: 50 000 unidades |                                             | 2004 |
|                                                                            | 85 años de República autónoma de Najicheván | 2009 |
| Nominal:5 manat Masa: 31,107 g Diámetro: 37 mm Tirada: 1000 unidades       |                                             | 2009 |
|                                                                            | 135 años de la Prensa nacional              | 2010 |
| Nominal: 5 manat Masa: 31,1 g Diámetro: 37 mm Tirada: 1000 unidades        |                                             | 2010 |
|                                                                            | 20 años del Banco nacional de Azerbaiyán    | 2012 |
| Nominal: 5 manat Masa: 31,1 g Diámetro: 37 mm Tirada: 1000 unidades        |                                             | 2012 |
|                                                                            | Ferrocarril Bakú-Tiflis-Kars                | 2015 |
| Nominal: 5 manat Masa: 31,21 g Diámetro: 38,61 mm Tirada: 1000 unidades    |                                             | 2015 |
|                                                                            | Azerspace-1                                 | 2015 |
| Nominal: 5 manat Masa: 31,21 g Diámetro: 38,61 mm Tirada: 1000 unidades    |                                             | 2015 |
|                                                                            | Gasoducto Transanatoliano                   | 2015 |
| Nominal: 5 manat Masa: 31,21 g Diámetro: 38,61 mm Tirada: 1000 unidades    |                                             | 2015 |
|                                                                            | 20 años Contrato del siglo (1994)           | 2015 |
| Nominal: 5 manat Masa: 31,21 g Diámetro: 38,61 mm Tirada: 1000 unidades    |                                             | 2015 |

## Las monedas de oro

### Mondas de circulación de oro
Las monedas que están en circulación fueron acuñados en 2006 en  Casa de la Moneda de Austria.
Tirada: 50 unidades de cada nominal
|               |         |         |         |          |          |          |
| Nominal       | 1 qəpik | 3 qəpik | 5 qəpik | 10 qəpik | 20 qəpik | 50 qəpik |
| Masa (g)      | 7,10    | 8,80    | 10,70   | 13,05    | 15,85    | 17,60    |
| Diámetro (mm) | 16,25   | 18,00   | 19,75   | 22,25    | 24,25    | 25,50    |

### Serie de 90 años desde el nacimiento de Heydar Aliyev
Las monedas fueron acuñadas en la Casa de Moneda en Gran Bretaña.
| 2013 |                                                                     | Nominal: 100 manat Masa: 31,1 g Diámetro: 38,61 mm Tirada: 3000 unidades |
| 2013 | Nominal: 500 manat Masa: 313 g Diámetro: 65 mm Tirada: 500 unidades |                                                                          |
| 2013 |                                                                     | Nominal: 1000 manat Masa: 1005 g Diámetro: 100 mm Tirada: 5 unidades     |

### Otras monedas conmemorativas
| 1996 |                                                                            | 500 años de Fuzuli                          |
| 1996 | Nominal: 100 manat Masa: 7,98 g Diámetro: 25,05 mm Tirada: 500 unidades    |                                             |
| 1999 |                                                                            | 1300 años de Libro de Dede Korkut           |
| 1999 | Nominal: 100 manat Masa 17,28 g Diámetro: 25 mm Tirada: 150 unidades       |                                             |
| 2004 |                                                                            | En memoria de Heydar Aliyev                 |
| 2004 | Nominal: 100 manat Masa: 39,94 g' Diámetro: 38,61 mm Tirada: 1000 unidades |                                             |
| 2008 |                                                                            | 85 años de Heydar Aliyev                    |
| 2008 | Nominal: 100 manat Masa: 31,107 g Diámetro: 37 mm Tirada: 5000 unidades    |                                             |
| 2008 |                                                                            | En memoria de Nazima Ganyavi                |
| 2008 | Nominal: 100 manat Masa: 31,107 g Diámetro: 37 mm Tirada: 1000 unidades    |                                             |
| 2008 |                                                                            | En memoria de Bul-bul                       |
| 2008 | Nominal: 100 manat Masa: 31,107 g Diámetro: 37 mm Tirada: 1000 unidades    |                                             |
| 2008 |                                                                            | En memoria de Uzeir Hajibeyli               |
| 2008 | Nominal: 100 manat Masa: 31,107 g Diámetro: 37 mm Tirada: 1000 unidades    |                                             |
| 2009 |                                                                            | 85 años de República autónoma de Najicheván |
| 2009 | Nominal: 100 manat Masa: 31,107 g Diámetro: 37 mm Tirada: 500 unidades     |                                             |
| 2011 |                                                                            | 20 años de la recuperación de independencia |
| 2011 | Nominal: 100 manat Masa: 31,1 g Diámetro: 37 mm Tirada: 2000 unidades      |                                             |
| 2015 |                                                                            | 90 años de República autónoma de Najicheván |
| 2015 | Nominal: 100 manat Masa: 31,1 g Diámetro: 38,61 mm Tirada: 1000 unidades   |                                             |
| 2015 |                                                                            | 20 años Contrato del siglo (1994)           |
| 2015 | Nominal: 100 manat Masa: 31,1 g Diámetro: 38,61 mm Tirada: 1000 unidades   |                                             |

## Monedas de platino
| 2004 |                                                                       | En memoria de Heydar Aliyev |
| 2004 | Nominal: 500 manat Masa: 50 g Diámetro: 38,61 mm Tirada: 100 unidades |                             |

## Serie de «Juegos europeos de 2015»

### De monedas de metales comunes
Las monedas del serie de los Juegoы europeos de 2015 fueron acuñadas de aleación de cobre-níquel en  Real Casa de la Moneda de Gran Bretaña.  
Valor nominal: 1 manat
Masa: 28,28 g
Diámetro: 38,61 mm
Tirada: 1000 unidades

### De monedas de metales preciosos

#### De plata
Las monedas de plata fueron acuñadas de calidad 999 en  Real Casa de la Moneda de Gran Bretaña. 

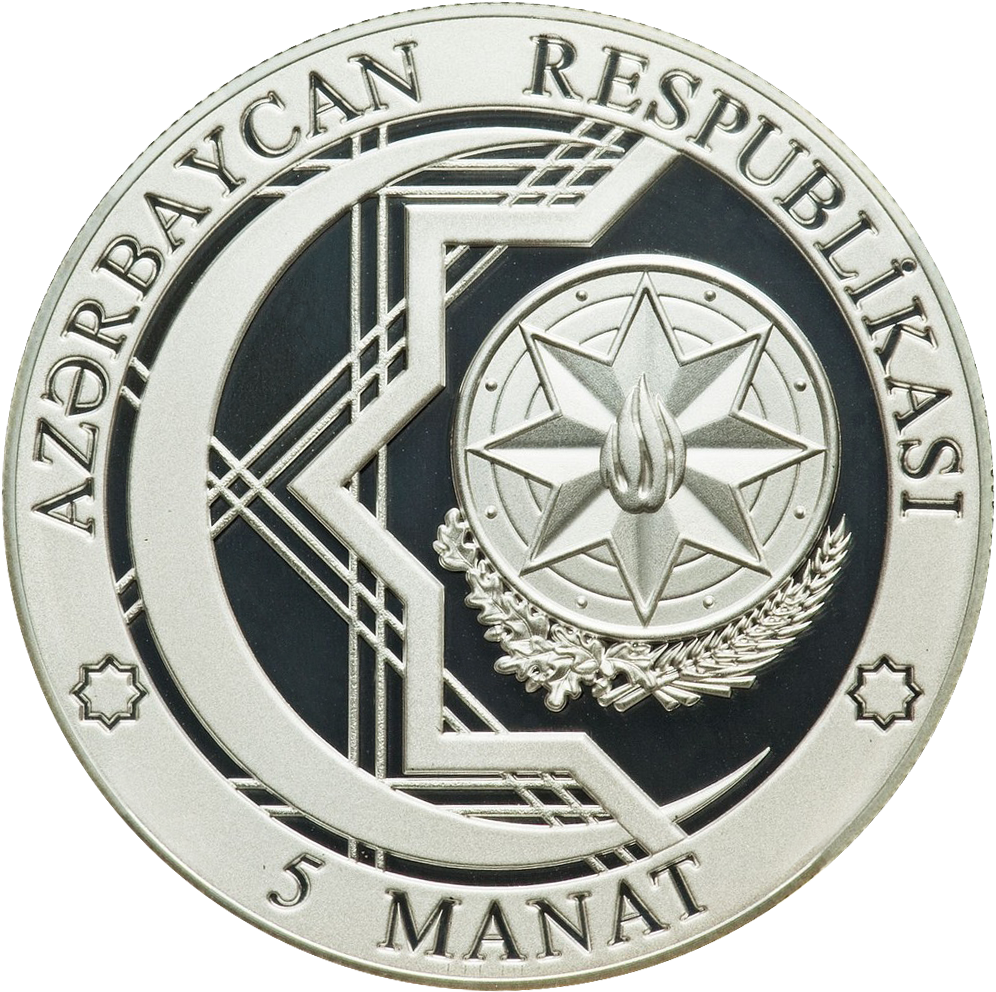
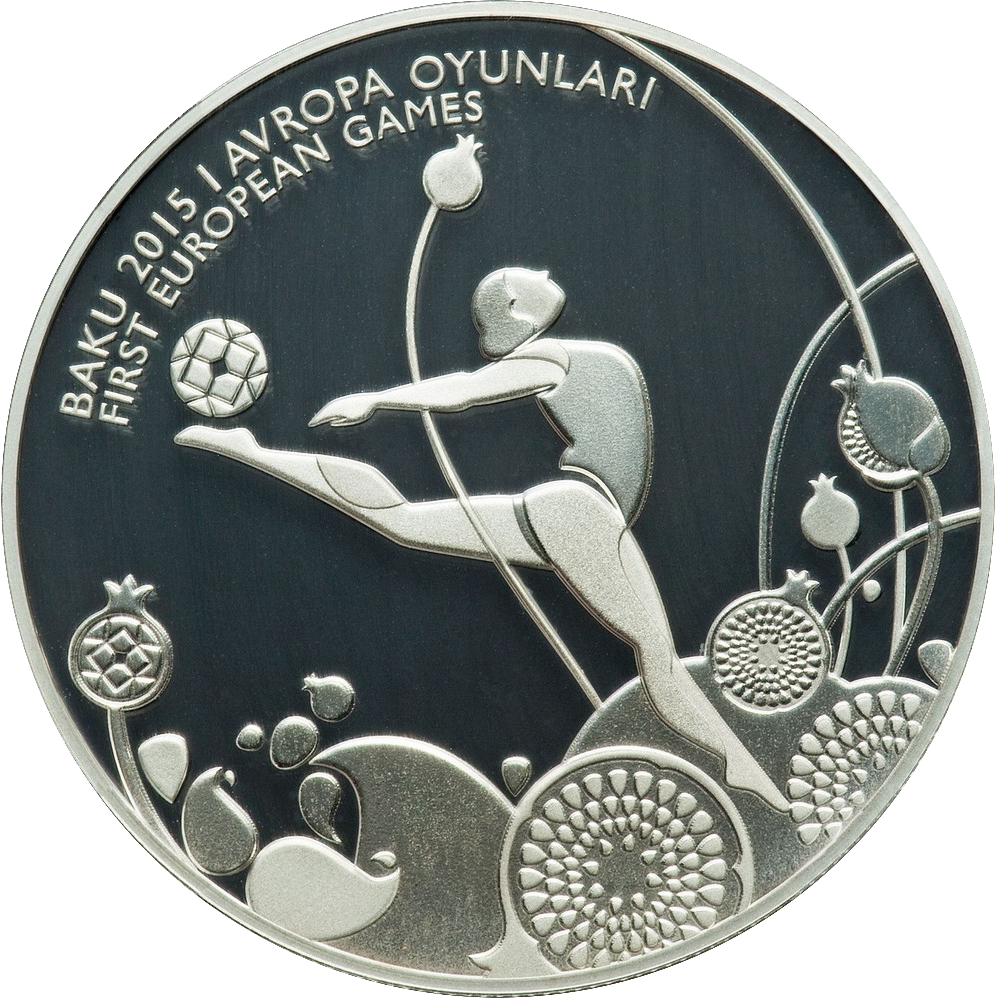
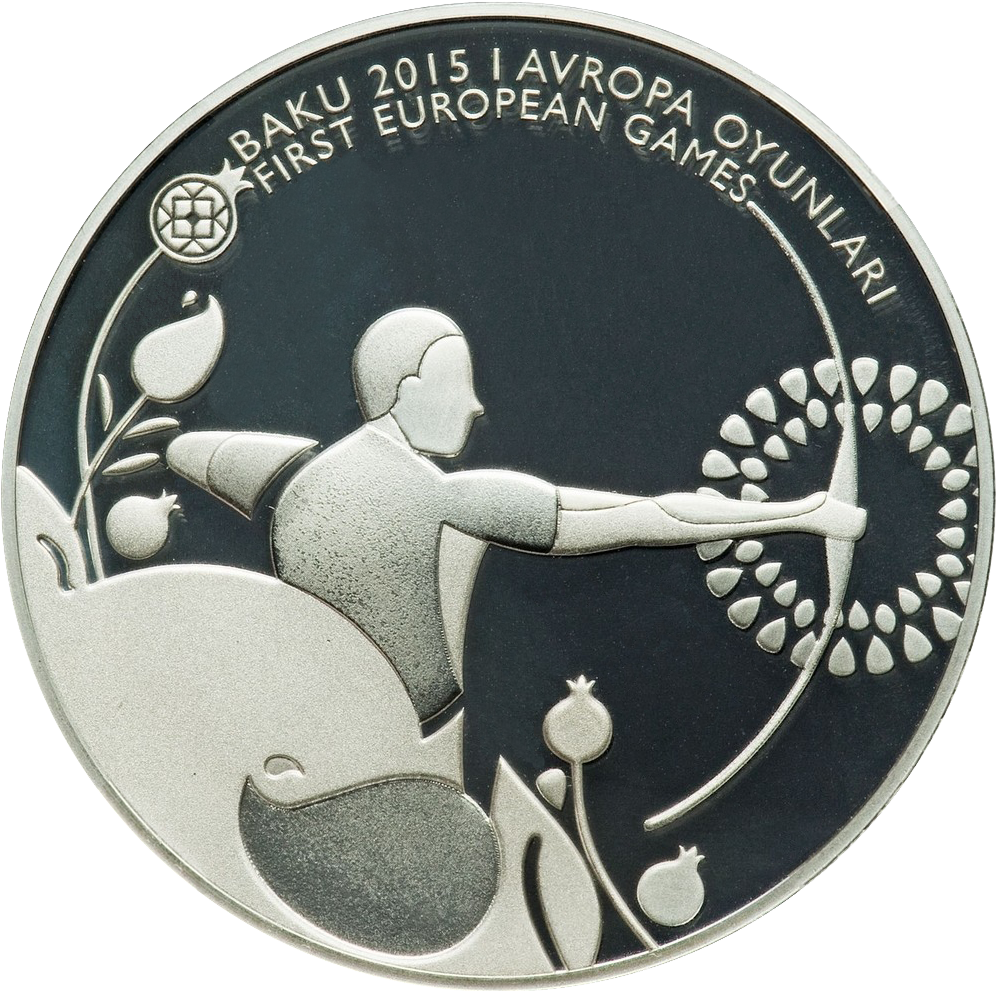
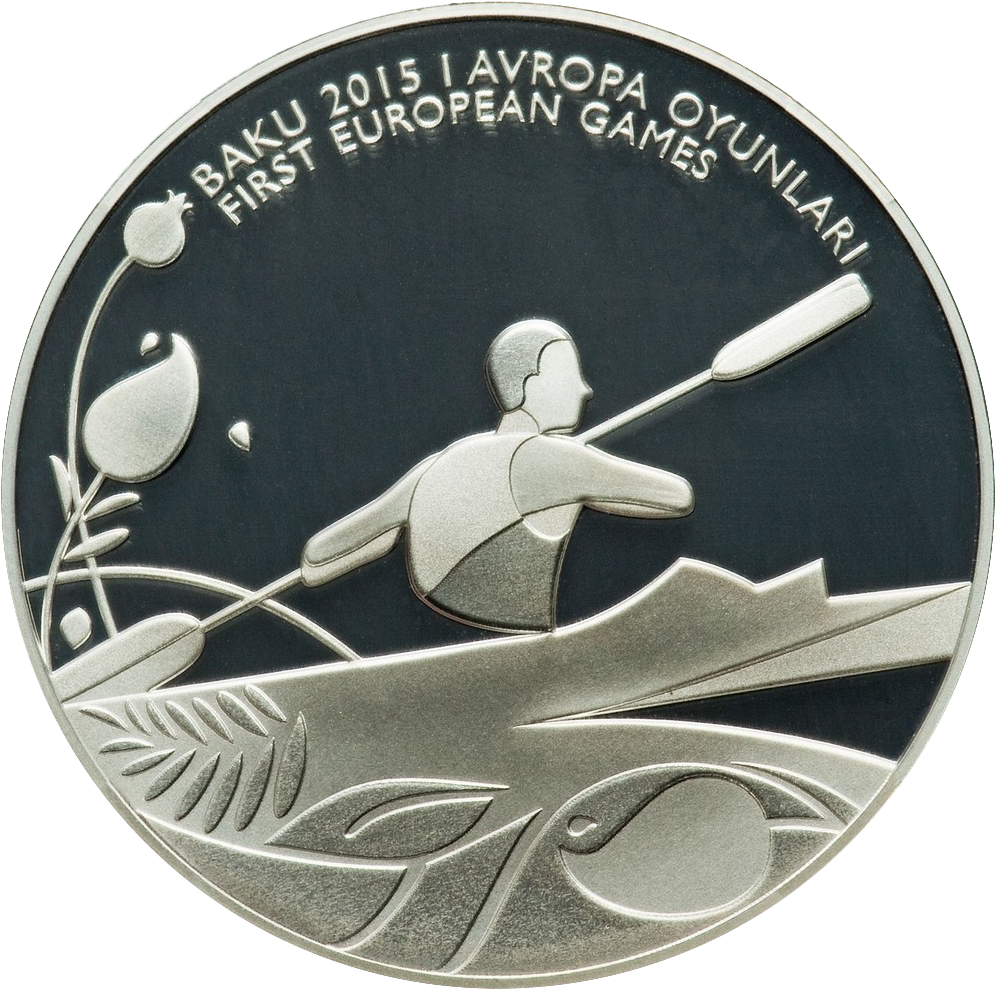
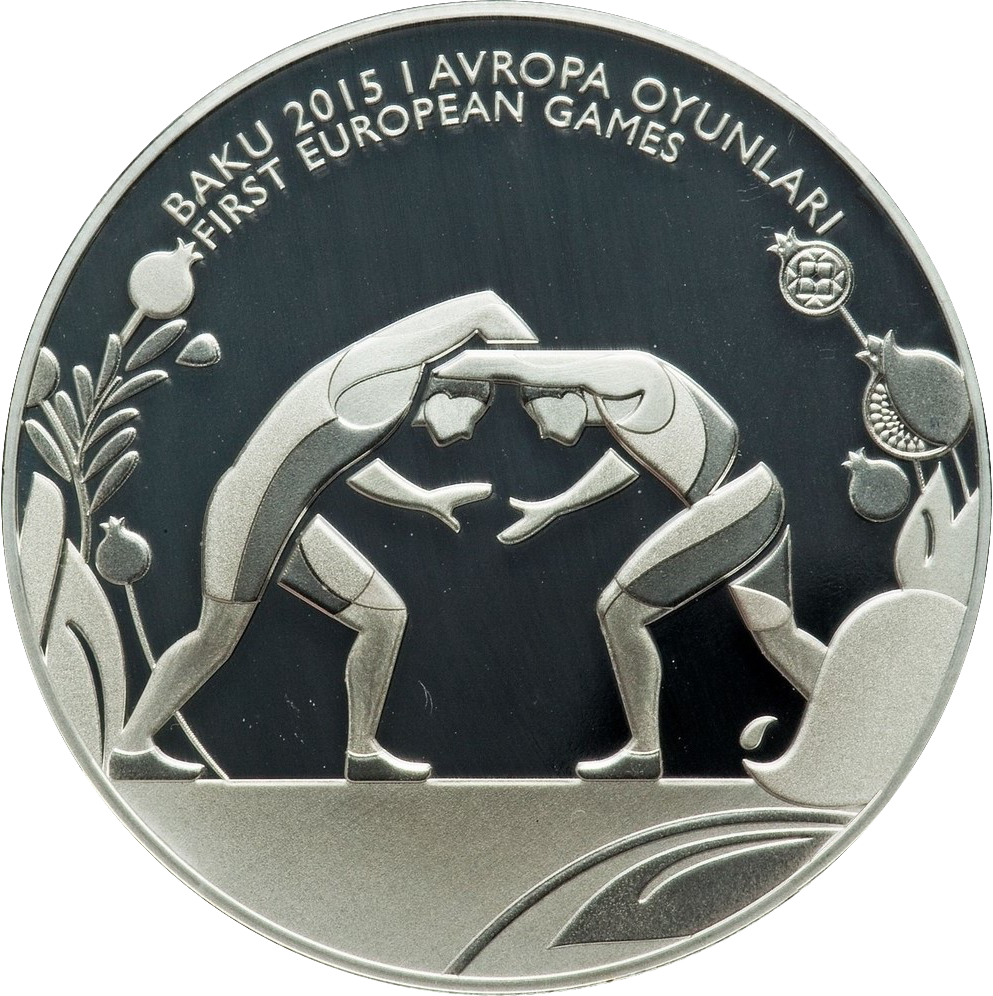
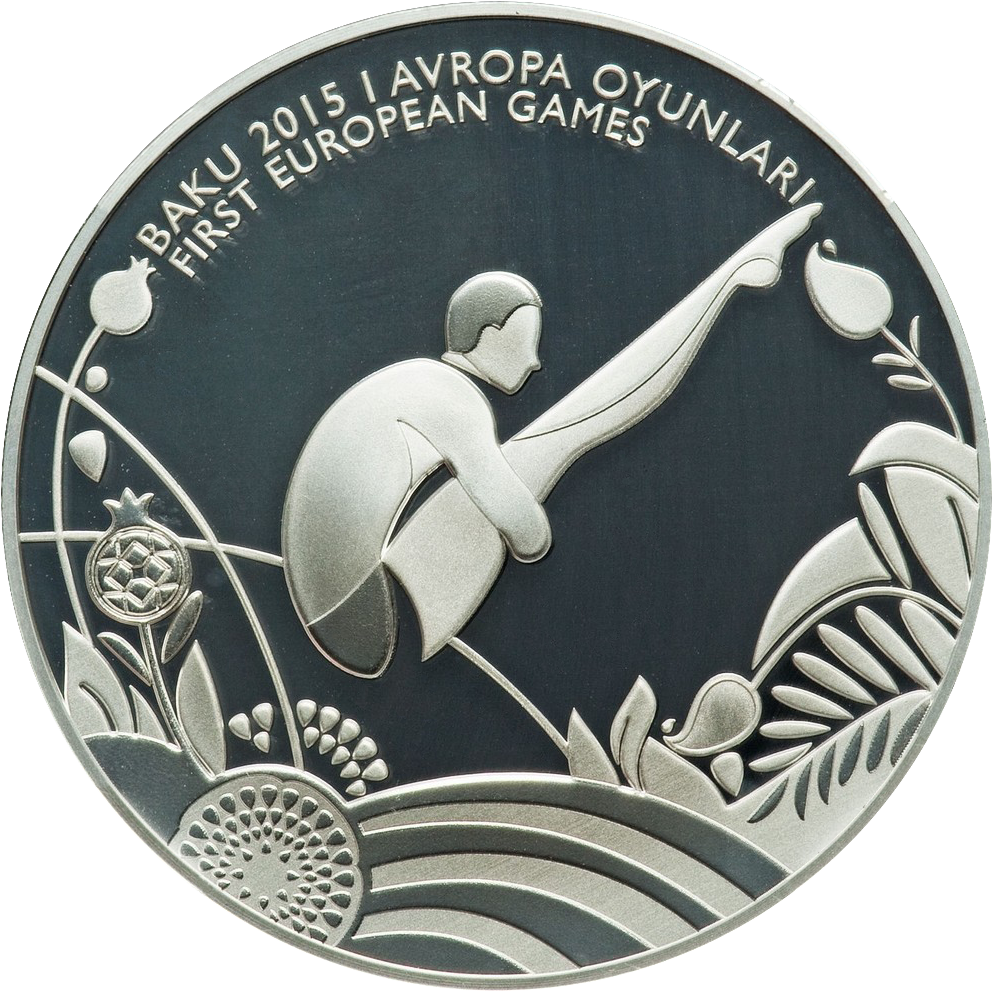

Valor nominal: 5 manat
Masa: 31,21 g
Diámetro: 38,61 mm
Tirada: 200 unidades

#### De oro
Las monedas de oro fueron acuñadas de calidad 999 en  Real Casa de la Moneda de Gran Bretaña. 

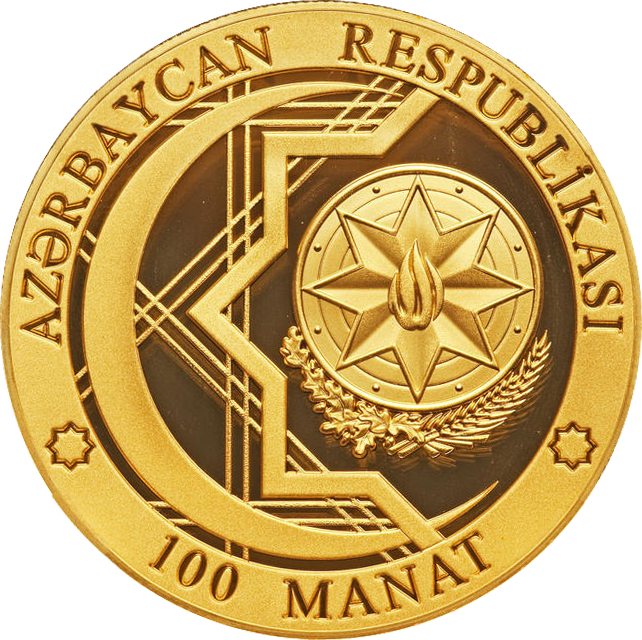
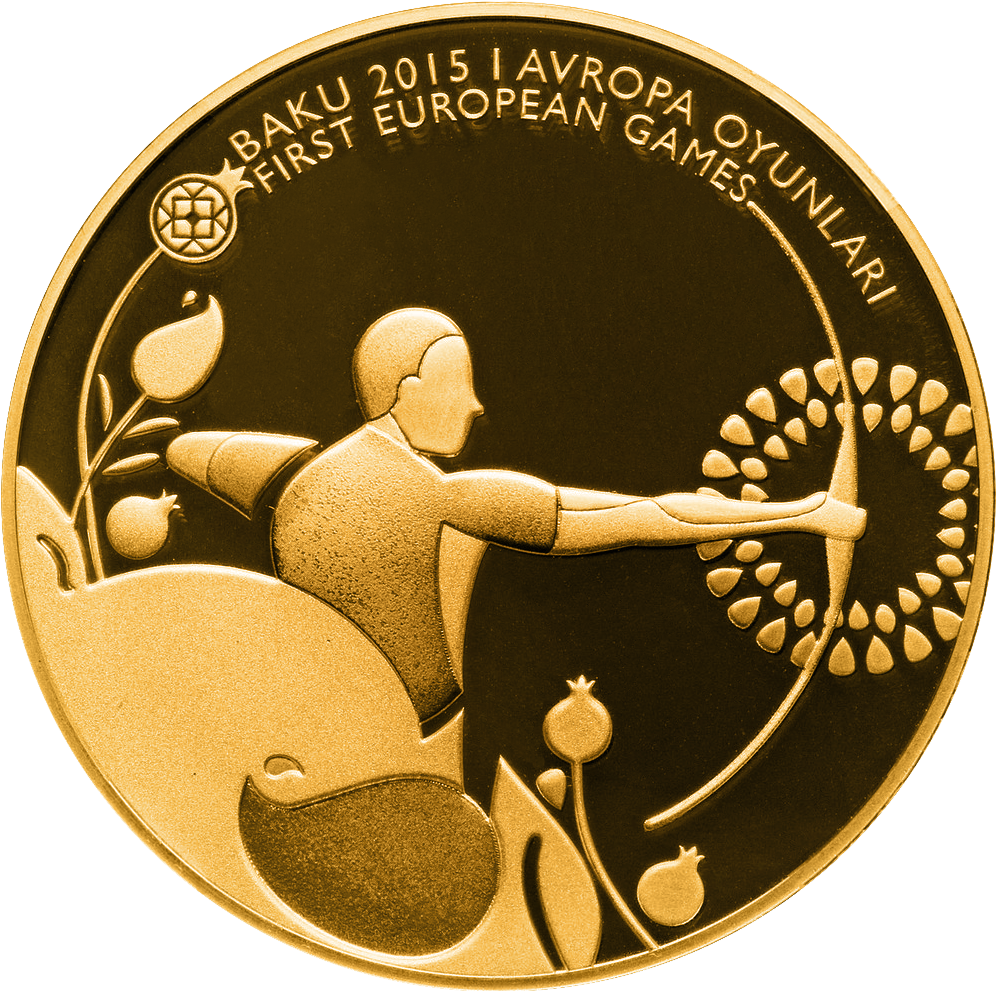
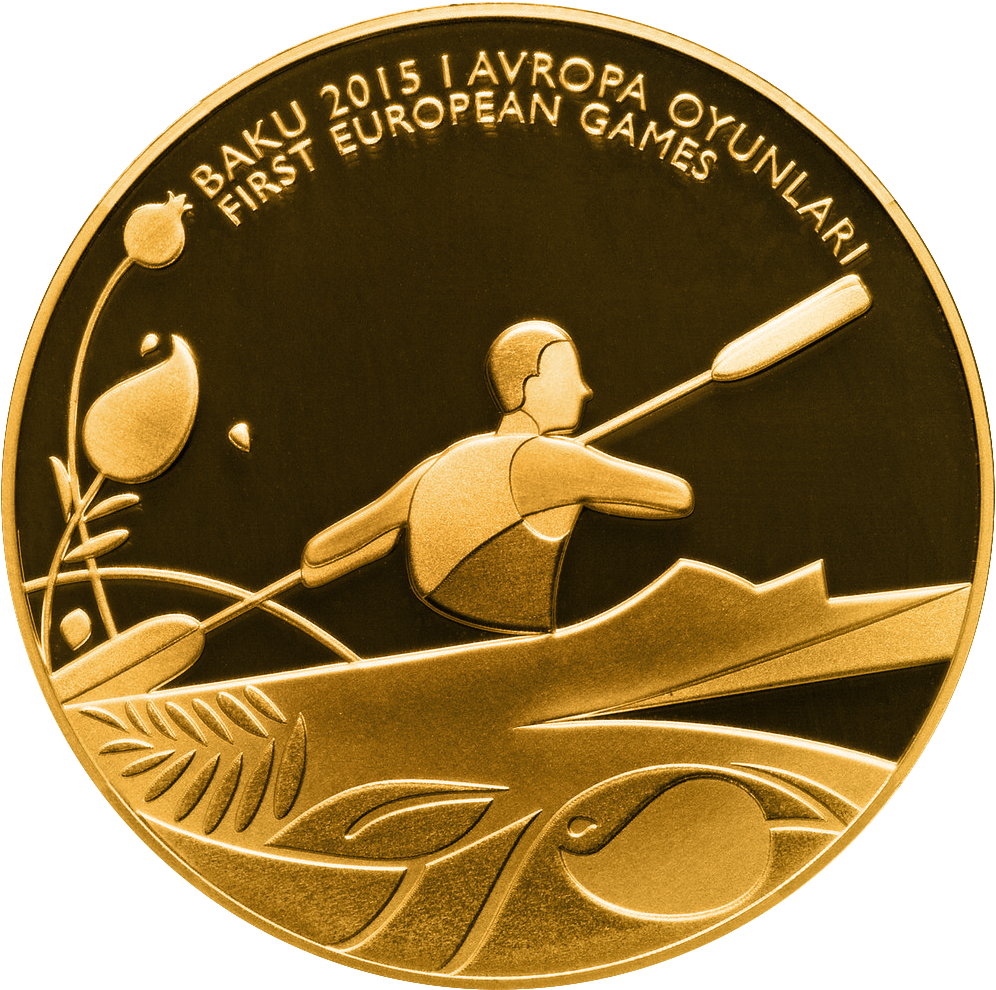
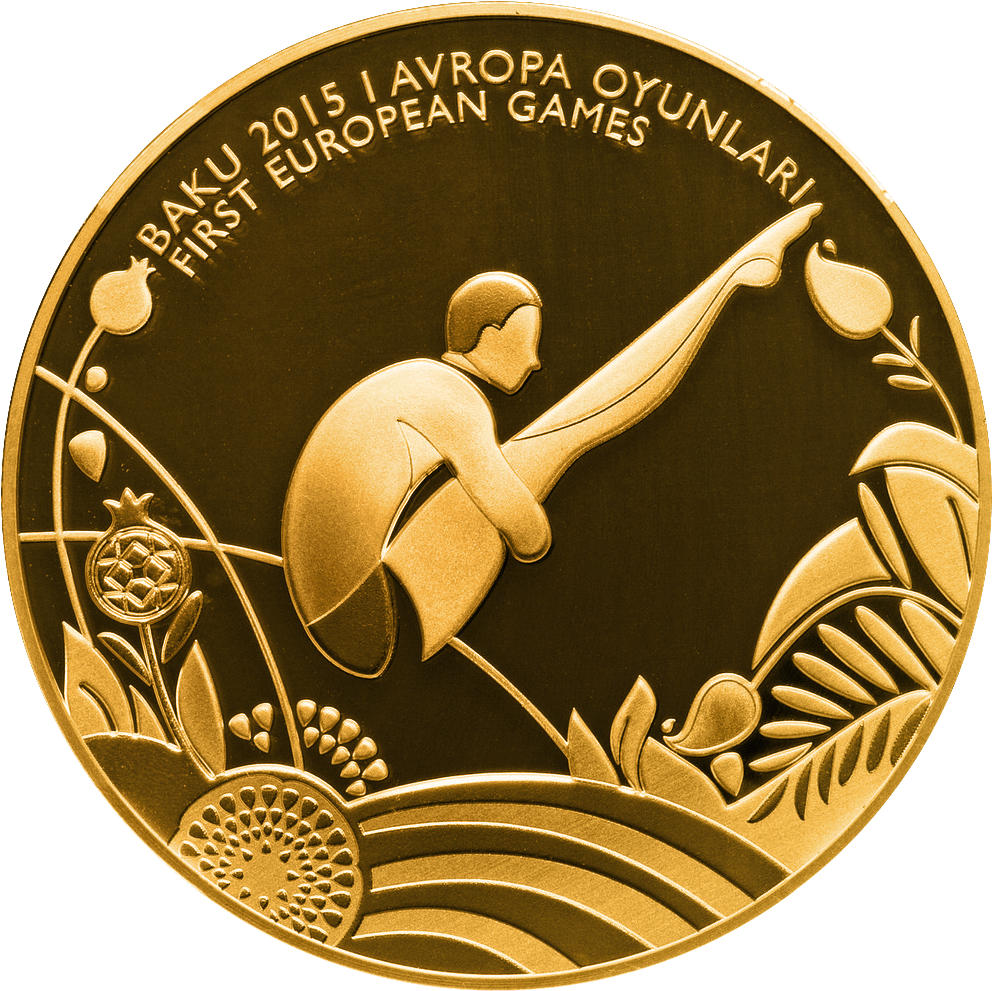
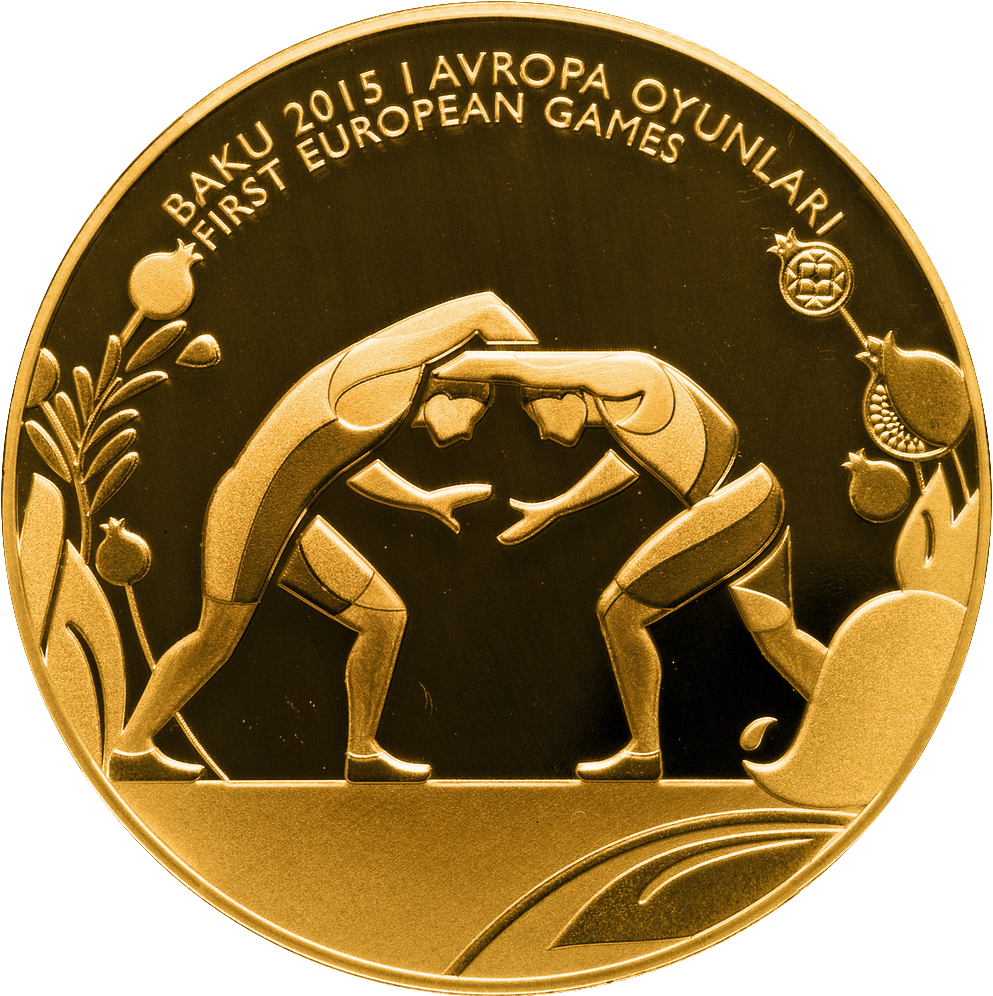
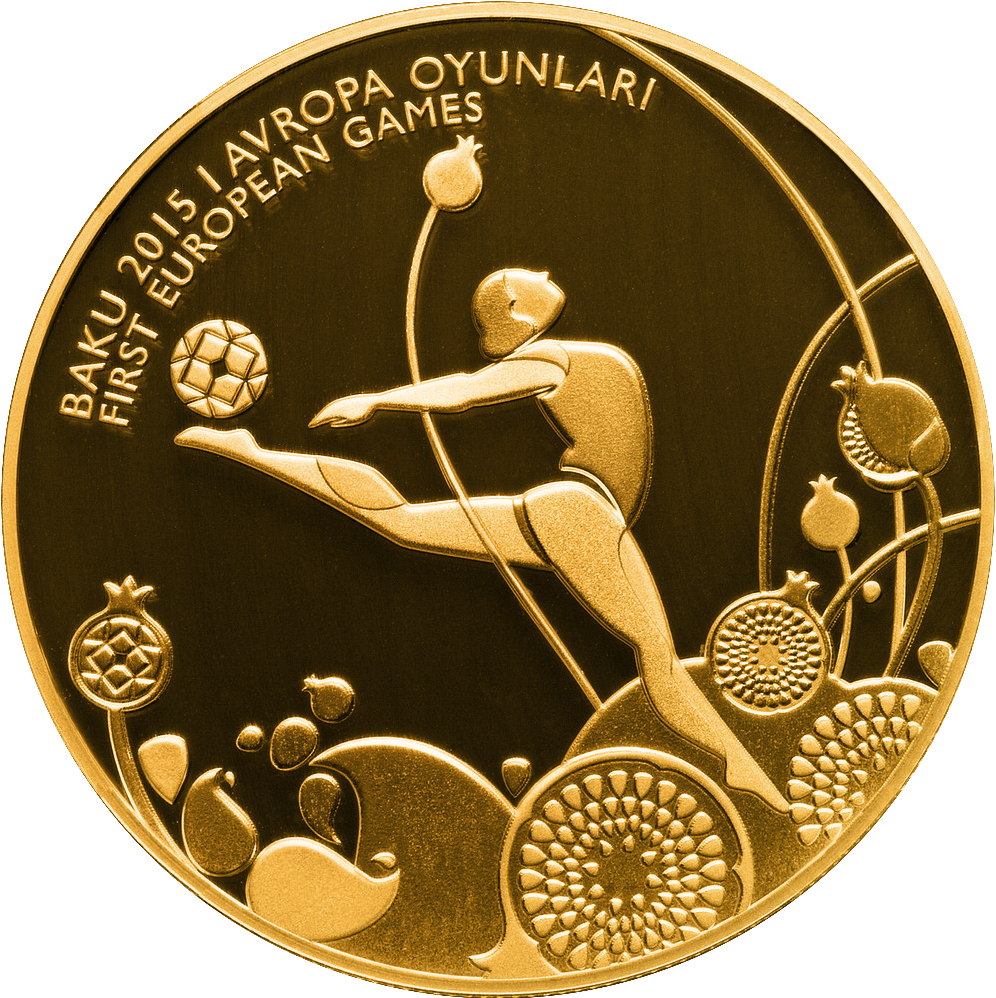

Valor nominal: 100  manat
Masa: 31,21 g
Diámetro: 38,61 mm
Tirada: 500 unidades